# Daniel Bravo Silva
Daniel Alejandro Bravo Silva (La Serena, 17 de abril de 1982) es un abogado, académico y político chileno, exintegrante de la Convención Constitucional en representación del Distrito 5, correspondiente a la Región de Coquimbo. Fue coordinador de la comisión provisoria de Reglamento y de la comisión final de Armonización del órgano constituyente chileno.

## Estudios y trayectoria profesional
Nació en La Serena el 17 de abril de 1982, siendo hijo de Ricardo Bravo Marchant y de Carmen Silva Tapia. Realizó sus estudios de educación media en el Colegio Gerónimo Rendic, en La Serena, del que egresó en 1999. Luego ingresó a la carrera de Derecho en la Universidad Católica del Norte (UCN), sede Coquimbo, donde se licenció en Ciencias Jurídicas y Sociales, y juró como abogado ante la Corte Suprema el 23 de julio de 2007. Además es Magíster en Derecho Civil por la Pontificia Universidad Católica de Valparaíso y posee varios diplomados en el área de derecho. Cursa un Máster en Derecho de Familia e Infancia en la Facultad de Derecho de la Universidad de Barcelona.
En el ejercicio de la profesión de abogado, ejerce en materias en materias civiles y de familia. Es socio de BS & Asociados, y también fue juez partidor incorporado en el Registro de Jueces Árbitros para Tribunales Ordinarios en los bienios 2017-2018 y 2019-2020, de la Corte de Apelaciones de La Serena. Es docente de Derecho Civil en la Universidad Central de Chile, sede La Serena, desde 2016 y de la Escuela de Derecho de la Universidad Católica del Norte, sede Coquimbo, desde 2007 a 2020.

## Trayectoria política y pública
Ha desarrollado un trabajo de carácter socio-jurídico, de asesoría y educación, con Juntas de Vecinos y Clubes del Adulto Mayor de los sectores de Guayacán y El Llano de Coquimbo, campamentos de la Parte Alta de Coquimbo, y migrantes asentados en La Serena y Coquimbo, entre otros, a través de la Clínica Jurídica realizada por la Escuela de Derecho de la UCN entre 2017 y 2019.
Tras el estallido social de 2019 se sumó al Movimiento Independientes del Norte (MIN) con la finalidad de construir una plataforma para candidaturas independientes a la Convención Constitucional que representaran al norte del país. El MIN intentó constituirse como partido político en las regiones de Antofagasta, Atacama y Coquimbo entre marzo y octubre de 2020, con Daniel Bravo como secretario general de la directiva provisoria.
En las elecciones del 15 y 16 de mayo de 2021 se presentó como candidato a la Convención Constitucional por el 5° Distrito, Región de Coquimbo, en calidad de independiente por el Movimiento Territorial Constituyente, el cual se encontraba incorporado a La Lista del Pueblo y contó con el apoyo del MIN. Obtuvo 11 061 votos correspondientes a un 4,91% del total de los sufragios válidamente emitidos.

### Convencional constituyente
Entre su propuesta constitucional, se encuentra lo siguiente: reemplazo del Estado subsidiario por uno solidario; establecimiento de un Estado plurinacional y pluricultural; adopción de una perspectiva de género y feminismo; ecocentrismo; un Estado descentralizado y regionalista; democracia y participación; reconocimiento de la propiedad individual y colectiva; reconocimiento y protección de las familias; y una serie de derechos, por ejemplo, a la vivienda y al hábitat, a la energía, a la alimentación, al trabajo, a la seguridad y protección social, a la educación, salud, etc.
En el proceso de discusión de los Reglamentos de la Convención participó en la Comisión de Reglamento, de la cual fue coordinador junto a Amaya Alvez. Posteriormente se incorporó a la Comisión Temática de Sistemas de Justicia, Órganos Autónomos de Control y Reforma Constitucional.
En la etapa final, ingresó a la Comisión de Armonización, siendo elegido coordinador junto a Tammy Pustilnick.
El 16 de agosto de 2021 se retiró de la instancias de coordinación de La Lista del Pueblo, y el 1 de septiembre del mismo año fue uno de los creadores del colectivo «Pueblo Constituyente».

## Historial electoral

### Elecciones de convencionales constituyentes de 2021
- Elecciones de convencionales constituyentes de 2021, para convencional constituyente por el distrito 5 (Andacollo, Canela, Combarbalá, Coquimbo, Illapel, La Higuera, La Serena, Los Vilos, Monte Patria, Ovalle, Paihuano, Punitaqui, Río Hurtado, Salamanca y Vicuña)[12]

| Candidato                      | Pacto                                                   | Partido | Votos  | %    | Resultados   |
| ------------------------------ | ------------------------------------------------------- | ------- | ------ | ---- | ------------ |
| Ivanna Olivares Miranda        | Lista del Pueblo - Movimiento Territorial Constituyente | Ind.    | 22.490 | 10.0 | Convencional |
| Jeniffer Mella Escobar         | Apruebo Dignidad                                        | Ind-CS  | 13.365 | 5.9  | Convencional |
| Carlos Calvo Muñoz             | Lista del Apruebo                                       | Ind-PS  | 12.515 | 5.6  | Convencional |
| Daniel Bravo Silva             | Lista del Pueblo - Movimiento Territorial Constituyente | Ind.    | 11.069 | 4.9  | Convencional |
| Mauricio Ugarte González       | Apruebo Dignidad                                        | PC      | 10.046 | 4.5  |              |
| Gladys Barraza Astudillo       | Lista del Apruebo                                       | DC      | 8.244  | 3.7  |              |
| Roberto Vega Campusano         | Vamos por Chile                                         | RN      | 7.972  | 3.5  | Convencional |
| Claudia Valenzuela Torres      | Partido Ecologista Verde                                | PEV     | 7.416  | 3.3  |              |
| Alejandra Valdovinos Jofré     | Vamos por Chile                                         | UDI     | 7.035  | 3.1  |              |
| Diego Figueroa Beecher         | Lista del Pueblo - Movimiento Territorial Constituyente | Ind.    | 6.321  | 2.8  |              |
| María Inés Figari Barrera      | Vamos por Chile                                         | Ind-RN  | 6.261  | 2.8  |              |
| Elena Bolados García           | Independientes del Apruebo                              | Ind.    | 6.059  | 2.7  |              |
| María Trinidad Castillo Boilet | Independientes por la Región de Coquimbo                | Ind.    | 6.052  | 2.7  | Convencional |